# Kolsk
Kolsk (niem. Kölzig) – wieś sołecka w Polsce położona w województwie zachodniopomorskim, w powiecie choszczeńskim, w gminie Bierzwnik. Najbardziej na południe położona miejscowość gminy. 
W latach 1954–1957 wieś należała i była siedzibą władz gromady Kolsk, po jej zniesieniu w gromadzie Bierzwnik. W latach 1975–1998 miejscowość administracyjnie należała do województwa gorzowskiego. 

## Położenie
Wieś leży ok. 5 km na południowy zachód od Bierzwnika, między Ostromęckiem a miejscowością Osiek, nad jeziorem Jeziorko, na Pojezierzu Dobiegniewskim.

## Historia
Wieś o metryce średniowiecznej. Pierwsza wzmianka pochodzi z 1337 r., kiedy to osada należała do ziemi krajeńskiej (Land Friedeberg). Wieś liczyła 22 łany, z których trzy należały do Henninga Wildenow. W 1354 r. Kolsk, na mocy darowizny margrabiego przeszła na własność klasztoru w Bierzwniku. Około 1428 r. osada przez krótki okres była w posiadaniu zakonu krzyżackiego, potem ponownie klasztoru w Bierzwniku. Około 1458 r. pół wsi zakupił – wraz z połową jeziora – Peter Grunow, a w 1473 r. połowę osady Thewes Kleban. W czasach reformacji cała wieś weszła w skład domeny państwowej. W 1718 r. w Kolsku, liczącym 38 łanów, było 12 gospodarstw chłopskich, sześć zagrodników, a także karczma i kuźnia. Około 1800 r. we wsi było 12 gospodarstw chłopskich, sześciu zagrodników, 12 chałupników, a także cegielnia, kuźnia i pracownia kołodziejska (łącznie 224 mieszkańców). W 1840 r. we wsi było już 47 domów, cegielnia i domek myśliwski. W 1868 r. we wsi odnotowano sołtysa lennego, pastora, 11 pełnych chłopów, karczmarza, sześciu zagrodników, nauczyciela, kowala i dwóch wyrobników. W końcu XIX wieku miejscowy majątek należał do Augusta Boninga a następnie jego syna Augusta Ludwiga. W początku XX wieku we wsi wybudowano kościół, w 1925 r. we wsi było 65 domów mieszkalnych i 436 mieszkańców.

## Zabytki
Do wojewódzkiego rejestru zabytków wpisany jest:
- dom nr 28 (dawniej 49), szachulcowy z końca XVIII wieku

inne zabytki:
- kościół filialny, rzymskokatolicki należący do parafii pw. Matki Boskiej Szkaplerznej w Bierzwniku, dekanatu Drawno, archidiecezji szczecińsko-kamieńskiej, metropolii szczecińsko-kamieńskiej. Na wieży kościoła znajduje się dzwon z 1575 roku, wykonany przez stargardzkiego ludwisarza Joachima Karstede[5].

## Sołectwo
Wieś jest siedzibą sołectwa Kolsk, które obejmuje jedynie Kolsk. W 2010 roku z sołectwa Kolsk wydzieliło się sołectwo Ostromęcko.

## Kultura i sport
W Kolsku znajdują się filie Gminnej Biblioteki Publicznej oraz Gminnego Ośrodku Kultury i Sportu w Bierzwniku, jest tutaj również świetlica wiejska.